# Болбасово
Болба́сово (бел. Балбасава) — городской посёлок в Оршанском районе Витебской области Беларуси. Административный центр Болбасовского поссовета.
До 2013 года находился в юрисдикции Оршанского горсовета. В 2016 году к посёлку присоединена деревня Барсуки.
Численность населения —  3 230 человек (на 1 января 2025 года).

## Геральдика
Герб и флаг учреждены Указом Президента Республики Беларусь от 28 февраля 2011 года № 86 и зарегистрированы в Государственном геральдическом регистре 15 марта 2011 года № Б-182 и № Б-183. Одобрены решением Болбасовского поселкового Совета депутатов от 11 декабря 2009 года № 58.

## История
Посёлок Болбасово (бывший военный городок № 20). Беларусь, Витебская область, Оршанский район. Первое упоминание — 1598 год. Рядом с посёлком расположен одноимённый военный аэродром Болбасово.
На аэродроме в 1939 году в Болбасово базировался 31-й истребительный авиационный полк (4 эскадрильи по 15 самолётов — всего 60 самолётов) и 21-й истребительно-разведывательный полк. Полк состоял в основном из летчиков, принимавших участие в боях в небе Испании. На смену 31-му истребительному авиаполку пришёл 123-й истребительный авиаполк.
Он был сформирован в марте 1940 г. на основе кадрового летно-технического состава 41, 33, 32 истребительных и 14 штурмового полков в 4-х эскадрильном составе и вошёл в состав 58-й истребительной бригады БОВО. В августе этого же года была сформирована 43-я истребительная авиационная дивизия, куда и вошёл этот полк.
В июне 1941 г. управление дивизии размещалось в Балбасово. Сама дивизия была в действующей армии с 22 июня по 06 августа 1941 года. Входила в состав Военно-воздушных сил Западного фронта. 06 августа 1941 года была преобразована в 43-ю смешанную авиационную дивизию (43 САД), находясь в действующей армии по 04 февраля 1942 года, когда была преобразована в Управление Военно-воздушными силами 20-й армии.
До 1991 года городской посёлок носил название М. Болбасово, после переименован в городской посёлок Болбасово.
16 мая 2016 года в состав посёлка вошла деревня Барсуки.

## Экономика
На территории городского посёлка находятся:
- ОАО «Оршанский авиаремонтный завод» — предприятие оборонного сектора экономики Белоруссии, специализирующееся на проведении капитального ремонта, модернизации и техническом обслуживании вертолётов . Предприятие выпускает в том числе комплектующие изделия, запасные части, агрегаты и приборы к авиационной технике; учебное оборудование (макеты, тренажёры и имитаторы) к самолётам, вертолетам и прочим летательным аппаратам военного назначения, средства наземного обеспечения полетов, включая наземное оборудование, инструмент, аэронавигационное, радиотехническое, светотехническое и иное оборудование аэродромов военного назначения.

## Улицы
Грицевца, Молодёжная, Юбилейная, Бетонная, Центральная, Садовая, Лесная, Шоссейная, переулок Смирнова.

## Население

### Численность
- 2025 год — 3 230 человек

### Динамика
- 2023 год — 3 347 человек[13]
- 2025 год — 3 230 человек[8]

## Культура
- Дом культуры
- Музей ГУО "Средняя школа № 22 г. п. Болбасово имени С. И. Грицевца"
- Музей "Историческая память". Представляет коллекцию памятников истории и культуры бывшего военного гарнизона Болбасово и 402-го ТБАП – тяжёлого бомбардировочного авиационного полка. Музей включает 133 экспоната основного фонда.
- Музей природы

## Достопримечательность
- Церковь Святого Георгия

#### Памятник, скульптура
- Памятник В. И. Ленину
- Памятник дальней авиации — самолёт Ту-16 (начало 1950-х) —  Историко-культурная ценность Республики Беларусь, шифр 213Д000127
- Стела воинской славы. Памятник землякам, погибшим в годы Великой Отечественной войны
- Бюст дважды Герою Советского Союза С. И. Грицевцу. Расположен напротив бывшего Дома Офицеров (ныне Дом Культуры).
- Памятная табличка С. И. Грицевцу на здании школы[14].